# Stotra

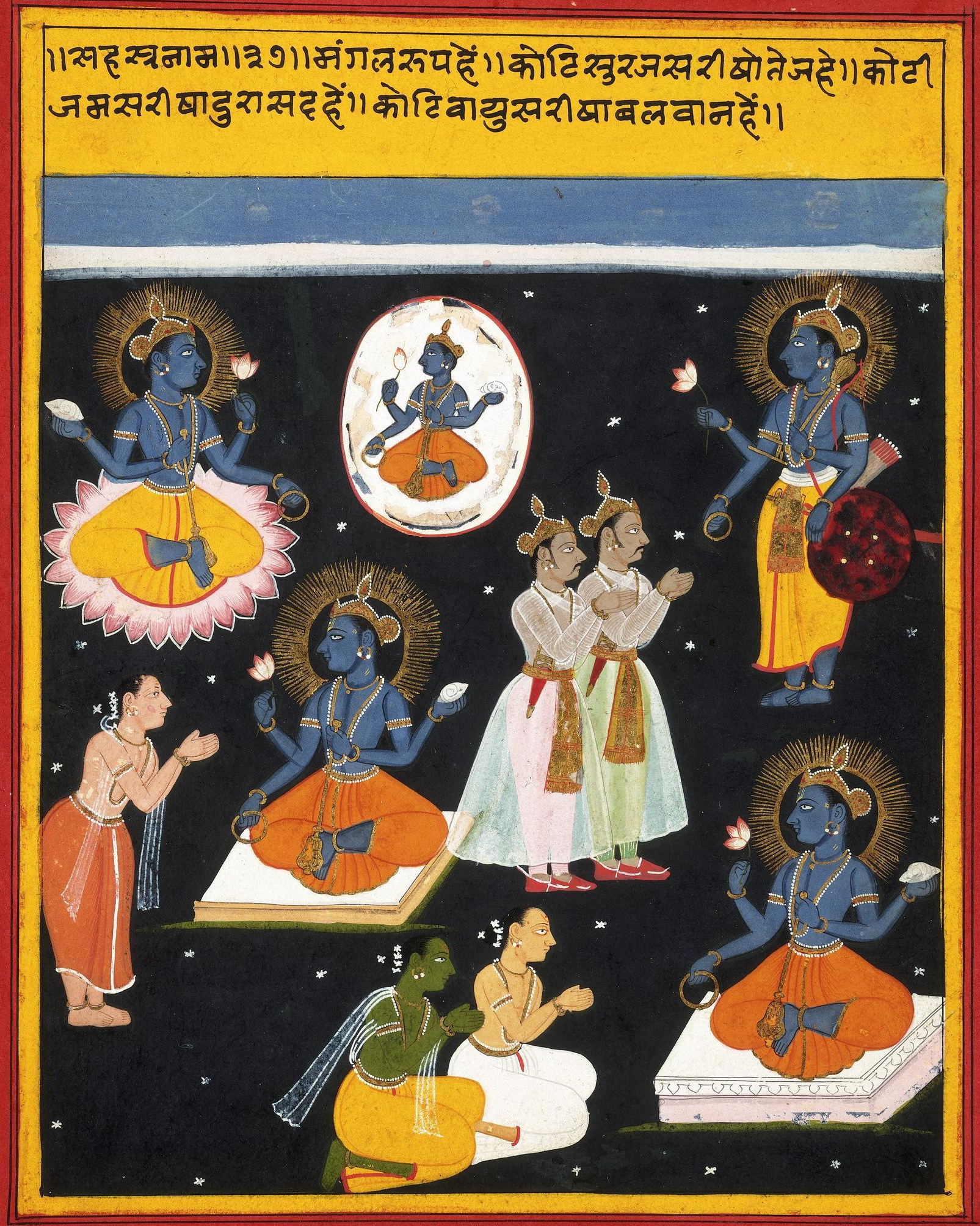
Illustration du Vishnu sahasranama (hymne sanscrit)

Un stotra ou stotram est un hymne, un chant élogieux sur le sous-continent indien dans l'hindouisme. et le jaïnisme. Libre au niveau de sa rédaction, le stotra fait partie de la liturgie populaire et s'adresse à une divinité, ou une déité, comme Shiva ou Mahâvîra.